# Ball- og Skiklubben av 1914
Der Ball- og Skiklubben av 1914, meist kurz nur B.14, war ein norwegischer Sportverein aus Oslo, der vor allem für seine Eishockeyabteilung bekannt war.   

## Geschichte
Der Ball- og Skiklubben ab 1914 wurde am 1. Januar 1914 gegründet. Die Eishockeyabteilung des Vereins nahm in der Saison 1938/39 an der Hovedserien, der zu diesem Zeitpunkt höchsten norwegischen Spielklasse, teil. In der Saison 1939/40 scheiterte die Mannschaft bereits in der ersten Runde in der in dieser Spielzeit im Pokalmodus ausgetragenen norwegischen Meisterschaft. 
Am 4. Oktober 1940 ging der Verein Oslo-Sparta im Ball- og Skiklubben av 1914 auf. 
1952 schloss sich der Verein mit dem SK Strong und dem SK Spero zusammen. Durch die Fusion der drei Vereine entstand der Grüner IL.
Neben dem Eishockey hatte der B.14 zudem eine Bandy-, Fußball- sowie Skiabteilung. Die Bandyabteilung wurde 1929 nationaler Meister. 